# Ruellia sororia
Ruellia sororia är en akantusväxtart som beskrevs av Standley. Ruellia sororia ingår i släktet Ruellia och familjen akantusväxter. Inga underarter finns listade i Catalogue of Life.